# العلاقات الكويتية الماليزية
العلاقات الكويتية الماليزية، هي العلاقات الخارجية بين الكويت وماليزيا. الكويت لديها سفارة في كوالالمبور، وماليزيا لديها سفارة في مدينة الكويت. والعلاقات ما بين البلدين قائمة في المقام الأول على العلاقات الاقتصادية.
تُعتبر ماليزيا إحدى الشركاء التجاريين الرئيسيين للكويت، بدأ بيت التمويل الكويتي الذي يُعد أكبر بنك إسلامي في الخليج العربي العمل في أراضي ماليزيا، وفي عام 2013 عقدت الكويت وماليزيا عقد اتفاق لتعزيز التعليم ما بين البلدين.